# Buglossidium
Buglossidium is een monotypisch geslacht van straalvinnige vissen uit de familie van eigenlijke tongen (Soleidae) uit de orde van platvissen (Pleuronectiformes). 

## Soort
- Buglossidium luteum (Risso, 1810) – Dwergtong